# Mohamed Saad
Mohamed Saad – egipski piłkarz grający na pozycji obrońcy. W swojej karierze grał w reprezentacji Egiptu.

## Kariera klubowa
Swoją karierę piłkarską Saad rozpoczął w klubie Al-Ahly Kair. Wraz z Al-Ahly wywalczył cztery mistrzostwa Egiptu w sezonach 1984/1985, 1985/1986, 1986/1987 i 1988/1989 oraz zdobył pięć Pucharów Egiptu w sezonach 1984/1985, 1988/1989, 1990/1991, 1991/1992 i 1992/1993. Sięgnął również po Puchar Mistrzów w 1987 i Puchar Zdobywców Pucharów w 1993.
W 1993 roku Saad przeszedł do El Mokawloon SC. W sezonie 1994/1995 zdobył z nim Puchar Egiptu. W latach 1995–1997 grał w Al-Masry Port Said, a w sezonie 1997/1998 - w Ghazl El-Mehalla, w którym zakończył karierę.

## Kariera reprezentacyjna
W reprezentacji Egiptu Saad zadebiutował w 1985 roku. W 1990 roku został powołany do kadry na Puchar Narodów Afryki 1990 Na nim rozegrał trzy mecze grupowe: z Wybrzeżem Kości Słoniowej (1:3), z Nigerią (0:1) i z Algierią (0:2). W kadrze narodowej grał do 1990 roku.